# 945 (число)
945 (девятьсот сорок пять) — натуральное число, расположенное между числами 944 и 946.

## В математике
- 945 является нечётным трёхзначным числом.
- 945 является числом Лейланда[1].
- Число 945 является 28-угольным, 96-угольным и 316-угольным[2].
- 945 = 9!![3].
- Является наименьшим нечётным избыточным числом, что было найдено французским математиком Баше[4].
- 945 — полусовершенное число[4].
- Сумма всех делителей числа 945 равняется 975, при этом 3 × 9 × 7 × 5 = 945[4].

## В Библии
945 — в книге Ездры в списке возвратившихся из вавилонского пленения число сыновей Заттуя (Заффу) (Езд. 2:8), тогда как в книге Неемии их 845 (Неем. 7:13).